# Paya Tampak
Paya Tampak is een bestuurslaag in het regentschap Langkat van de provincie Noord-Sumatra, Indonesië. Paya Tampak telt 2436 inwoners (volkstelling 2010).